# 萨莉·琼斯
莎莉·琼斯（英語：Sally-Anne Jones, 1968年11月17日—2017年6月），也被称作为“白寡妇” 或乌姆·侯赛因，是一个出生于英国的，受联合国通缉的伊斯兰国（ISIS）的征兵人员和宣传人员。
琼斯是朱奈德·侯赛因的寡妇，一个已死去的英国计算机黑客（2015年8月25日被一架美国无人机击毙），侯赛因以前负责为ISIS招聘新黑客。琼斯夸口说，她的丈夫被“真主最大的敌人杀害”。
2017年6月，瓊斯与其12岁的儿子一齐死于美军空袭。